# آرثر براون (لاعب كرة قدم نيوزلندي)
آرثر براون (بالإنجليزية: Arthur Brown)‏ هو لاعب كرة قدم نيوزلندي، ولد في القرن 20 في نيوزيلندا. شارك مع منتخب نيوزيلندا لكرة القدم. أما مع النوادي، فقد لعب مع ميرامار رينجرز ‏.

## وصلات خارجية
- آرثر براون على موقع ناشيونال فوتبول تيمز (الإنجليزية)